# Vincent n'a pas d'écailles
Pour plus de détails, voir Fiche technique et Distribution.
Vincent n'a pas d'écailles est une comédie dramatique fantastique écrite et réalisée par Thomas Salvador, sortie en 2014.
Ce premier long métrage a reçu le grand prix du jury au Festival international du film indépendant de Bordeaux en octobre 2014.

## Synopsis
Vincent, un jeune homme discret, s'installe dans une région de lacs et de rivières. Il rencontre Lucie, dont il tombe amoureux. Bientôt, il doit lui dévoiler son secret : Vincent possède un pouvoir extraordinaire qui se révèle au contact de l'eau.

## Fiche technique
- Titre original : Vincent n'a pas d'écailles
- Titre international : Vincent
- Réalisation : Thomas Salvador
- Scénario : Thomas Salvador, Thomas Cheysson et Thomas Bidegain (collaborations)
- Direction artistique : Samantha Mugnier
- Costumes : Alice Cambournac
- Photographie : Alexis Kavyrchine
- Son : Laurent Gabiot, Jean Mallet et Olivier Dô Hûu
- Montage : Guillaume Saignol
- Production : Julie Salvador
- Société de production : Christmas in July, Cinémage 8
- Société de distribution : Le Pacte
- Pays d'origine :  France
- Langue originale : français
- Genre : comédie dramatique fantastique
- Durée : 78 minutes
- Dates de sortie :
  - Espagne : 21 septembre 2014 (Festival international du film de Saint-Sébastien)[2] (première mondiale)
  - Belgique : 6 octobre 2014 (Festival international du film francophone de Namur)
  - Québec (Canada) : 17 octobre 2014 (Festival du nouveau cinéma de Montréal)
  - France : 18 février 2015 (sortie nationale)

## Distribution
- Thomas Salvador : Vincent
- Vimala Pons : Lucie
- Youssef Hajdi : Driss
- Nicolas Jaillet : le lieutenant Le Brec
- Nina Meurisse : l'amie de Lucie
- Alice Douard : la jeune femme sur le canal

## Production

### Développement
Dans le dossier de presse du film, Thomas Salvador explique la genèse du projet : « Le film est parti d'une image que j'avais en tête, celle d'un corps immergé qui glisse dans un cours d'eau très étroit et peu profond, le type d'endroit où l'on se trempe juste les pieds mais où personne n'aurait l'idée de se baigner. Cette image originelle contenait déjà l'idée de décalage et d'incongruité propre à Vincent, que l'on retrouve quand par exemple il se trempe le soir dans un bassin où dérive dans le canal. À cette image s'est associé mon goût pour le travail sur le corps et le mouvement, et l'idée d'un homme dont les aptitudes décuplent au contact de l'eau s'est vite imposée. Le héros du film allait donc faire des choses extraordinaires ! »
Le partenaire Centre national du cinéma et de l'image animée (CNC), Canal+ et Le Pacte qui en est le distributeur participent à ce film, avec le soutien de la région Provence-Alpes-Côte d'Azur et associé avec Cinémage 8.

### Tournage

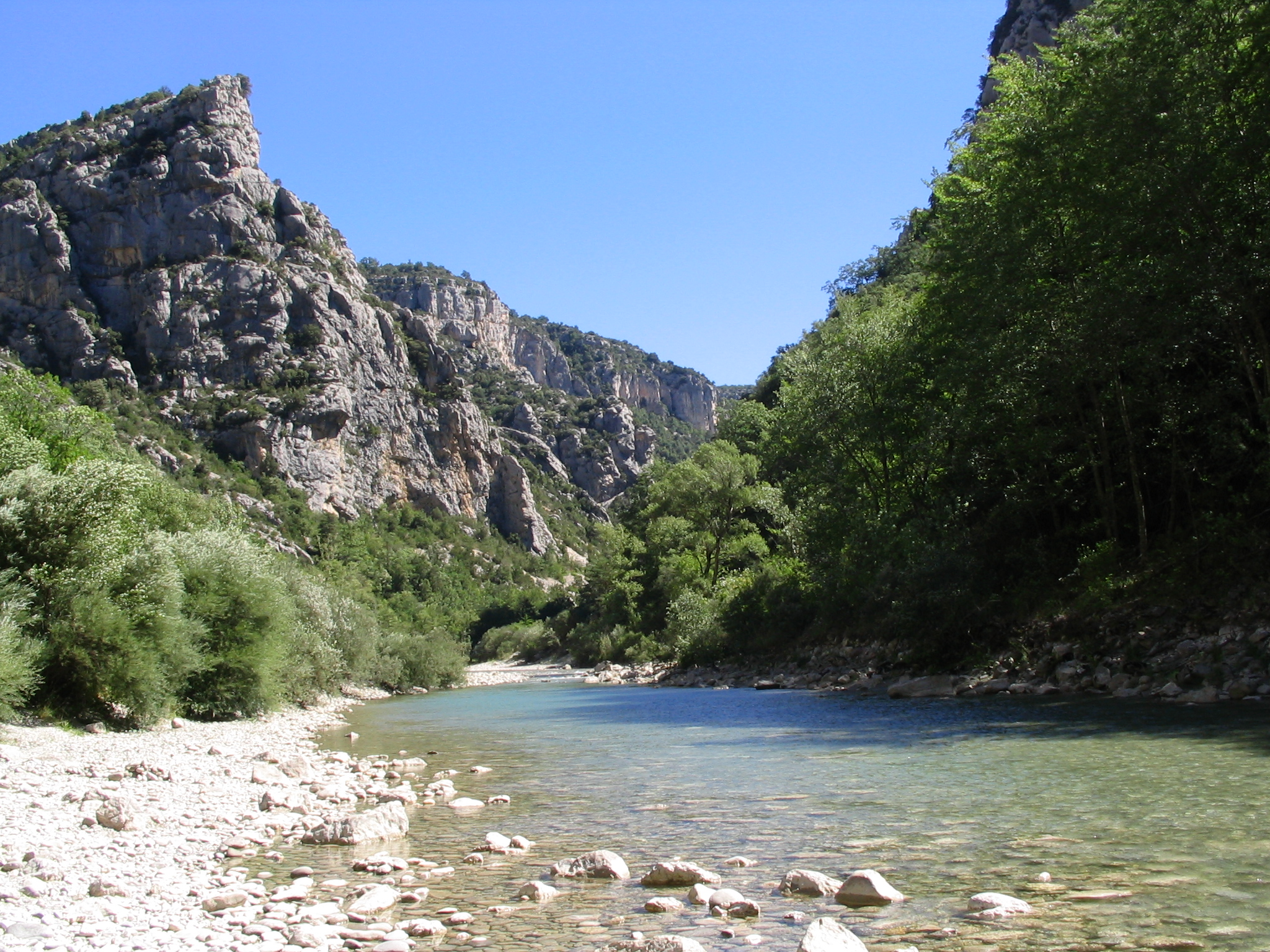
Gorges du Verdon en Provence

Le tournage a principalement eu lieu dans les gorges du Verdon, en région Provence-Alpes-Côte d'Azur. Quelques scènes ont également été tournées au Canada.

## Accueil

### Accueil critique
Dans un compte rendu du Festival du film indépendant de Bordeaux, où Thomas Salvador reçoit le grand prix du jury en 2014, Bruno Deruisseau écrit dans Les Inrockuptibles : « Très réputé depuis une dizaine d'années dans le court métrage, ce premier long du réalisateur est une tentative aussi rare qu'audacieuse de filmer des super-héros français. » Il ajoute quelques mois plus tard : « L'une des révélations de l’année. (…) Un humour et un décalage qui font de ce film une vraie réussite. »

## Distinctions

### Récompenses
- Festival international du film indépendant de Bordeaux 2014 : Grand prix du jury [1]
- Festival international du film de La Roche-sur-Yon 2014 : Prix du public[8]
- Festival CineramaBC de Balneário Camboriù 2015 : Prix spécial du jury et Prix de la presse

### Nominations
- Prix Lumières 2016 : Prix Heike Hurst du meilleur premier film

### Sélections
- Festival international du film de Saint-Sébastien 2014 : sélection « New Directors »[2]
- Festival international du film francophone de Namur 2014 : compétition  « Première œuvre de fiction »
- Festival international du film de Varsovie 2014 : compétition  « 1-2 »
- Festival du nouveau cinéma de Montréal 2014 : section « Panorama »
- Festival du film français de Bucarest 2014 : compétition[9]
- Festival Tout Écran de Genève 2014 : compétition internationale de longs métrages[10]
- Festival international du film de Dubaï : sélection officielle[11]
- Festival Rendez-vous avec le cinéma français à Rome 2015
- Festival du film francophone de Vienne 2015
- Festival international de cinéma d'auteur de Barcelone 2015
- Festival international du film de San Francisco 2015
- Festival international du film de Jeonju 2015
- Festival international du film de Seattle 2015 : compétition « New Directors »
- Festival du film de Sydney 2015: compétition officielle
- Festival de Karlovy Vary 2015: Variety Critics' Choice
- Festival VOICES - Vologda Independent Cinema from European Screens 2015: compétition
- Festival international du film d'Arras 2014 : section « Découvertes européennes »[12]
- Festival du film de Sarlat 2014 : sélection officielle[13]
- Festival international du film d'Amiens 2014
- Cinessonne - Festival du cinéma européen en Essonne 2014 : compétition européenne longs métrages[14]
- Festival Entrevues à Belfort 2014 : séances spéciales[15]
- Festival du film de Muret 2014[16]
- Festival du film de Vendôme 2014 : « panorama longs métrages »[17]
- Festival Premiers Plans d'Angers 2015 : compétition longs métrages français[18]
- Festival du premier film francophone de La Ciotat 2015 : compétition
- Festival Ciné 32 Indépendance(s) et Création, Auch 2014
- Festival de Château Arnoux 2014[Lequel ?]
- Festival cinématographique d'automne de Gardanne 2014
- Festival international du film de Pau 2014
- Festival Drôle d'endroit pour des rencontres de Bron 2015